# Kleinaitingen
Kleinaitingen est une commune allemande de Bavière située dans l'arrondissement d'Augsbourg et le district de Souabe.

## Géographie

Situation de Kleinaitingen dans l'arrondissement d'Augsbourg

Kleinaitingen est située dans la plaine de la Lechfeld, sur la rive gauche de la Lech, à 19 km au sud d'Augsbourg. La commune, qui se trouve à la limite avec l'arrondissement de Landsberg am Lech, fait partie de la communauté d'administration de Großaitingen et elle est composée des trois quartiers : Kleinaitingen, Gusthof Lechfeld et Handluchwald-Lechfeld Nord.
Communes limitrophes (en commençant par le nord et dans le sens des aiguilles d'une montre) : Oberottmarshausen, Obermeitingen, Graben, Großaitingen et Wehringen.

## Histoire
La première mention écrite du village date de 1130 sous le nom latin de Eitingen in minori villa.
Kleinaitingen appartient à l'évêché d'Augsbourg jusqu'en 1806 et à son intégration dans le royaume de Bavière. La commune fait partie de l'arrondissement de Schwabmünchen jusqu'à la disparition de ce dernier en 1972.

## Démographie
| 1840 | 1871 | 1900 | 1925 | 1939 | 1950 | 1970 | 1987 | 2000  |
| ---- | ---- | ---- | ---- | ---- | ---- | ---- | ---- | ----- |
| 272  | 307  | 35   | 371  | 754  | 661  | 832  | 880  | 1 485 |

| 2005  | 2009  | - | - | - | - | - | - | - |
| ----- | ----- | - | - | - | - | - | - | - |
| 1 358 | 1 240 | - | - | - | - | - | - | - |

## Personnalités
- Le prédicateur et martyr anabaptiste Hans Leupold ( ?-1528) a grandi à Kleinaitingen.